# Matta (villaggio)
Matta (in russo Матта?; in lingua sacha: Матта) è un villaggio situato nel Megino-Kangalasskij ulus della Sacha-Jacuzia, in Russia. Si trova a circa 85 chilometri da Nižnij Bestjach, centro amministrativo del distretto, e a circa 115 chilometri da Jakutsk. La sua popolazione al censimento del 2021 era di 460 abitanti.

## Geografia
Il villaggio si trova al centro della regione, al confine con l'Ust'-Aldanskij ulus, più precisamente nel bassopiano della Jacuzia centrale, sulle rive del lago Matta.

## Storia
In accordo con la legge della Repubblica di Sacha (Jacuzia) del 30 novembre 2004 N 173-З N 353-III, il selo è diventato il centro amministrativo dell'insediamento municipale dell'Okrug di Megyurënskij.